# Svenner Channel
Koordinaten: 68° 51′ S, 76° 20′ O
Der Svenner Channel (englisch) ist eine bis zu 750 m unter dem Meeresspiegel liegende Tiefseerinne in der Prydz Bay in Ostantarktika. Sie spaltet sich in zwei Seitenarme auf. Der südwestliche ist 22 km lang und 5 km breit, der nordöstliche erreicht eine Länge von 70 km bei einer mittleren Breite von 17 km.
Das Antarctic Names Committee of Australia benannte sie in Anlehnung an die Benennung der Inselgruppe Svennerøyane, die ihrerseits nach einer Inselgruppe im Sandefjord in Südnorwegen benannt ist.